# Micromonolepis pusilla
Micromonolepis pusilla är en amarantväxtart som först beskrevs av John Torrey och Sereno Watson, och fick sitt nu gällande namn av Oskar Eberhard Ulbrich. Micromonolepis pusilla ingår i släktet Micromonolepis och familjen amarantväxter. Inga underarter finns listade i Catalogue of Life.